# Schwuchtel
Schwuchtel (englisch Faggot) ist eine meist salopp und abwertend als Schimpfwort verwendete Bezeichnung für Schwule oder einen sich ‚weiblich‘ benehmenden Mann. Seltener kommt es als wertneutrale ironisierende Selbstbezeichnung vor, manchmal zur Differenzierung untereinander. Der Unterschied ist meist im Tonfall zu hören oder aus dem geschriebenen Zusammenhang zu entnehmen. Es gibt keine weibliche Entsprechung.

## Schimpfwort
Heranwachsenden Männern dient der Begriff in abgrenzender Funktion ihrer geschlechtlichen Identitätsbildung.

„Wenn Schüler heute Schimpfausdrücke wie ‚du Schwuchtel‘ verwenden, beabsichtigen sie damit, ihre eigene Männlichkeit von alternativen Männlichkeitskonzepten abzugrenzen. Mit der Verwendung des Begriffs Schwuchtel zum Beispiel wird zumeist eine Männlichkeit abgewertet, die sich durch eine vermeintliche Effeminisierung auszeichnet, bei der also die Grenzen zwischen Männlichkeit und Weiblichkeit als nicht hinreichend scharf wahrgenommen werden. Unklare Trennungslinien zwischen den Geschlechtern werden als Störung der Geschlechterordnung aufgefasst und verstören viele bei der Konstruktion ihrer eigenen Geschlechtsidentität.“

In der Erwachsenenwelt ist das Wort wohlbekannt. Der Entertainer Harald Schmidt bezeichnete während der Fußball-Weltmeisterschaft 1998 den Nationalspieler Jürgen Klinsmann als „Schwaben-Schwuchtel“ und „Warmduscher“. Die Äußerung führte zu einer juristischen Auseinandersetzung mit dem Deutschen Fußball-Bund, bei der Schmidt unterlag.
Ebenso hält dieses Wort in die politische Rede Einzug. Bei seinem Grußwort zu einer CDU-Veranstaltung zum Thema Patriotismus im Juni 2006 in Lieske begründete der später wegen solcher rechtspopulistischen Äußerungen aus der CDU ausgetretene Bundestagsabgeordnete Henry Nitzsche die Notwendigkeit von Patriotismus, „um endlich vom Schuldkult runterzukommen“, damit „Deutschland nie wieder von Multi-Kulti-Schwuchteln in Berlin regiert“ werde.
Auch in der politischen Presse wird das Wort inzwischen verwendet, sogar auf eine konkrete Person bezogen. In der rechten, der FPÖ nahestehenden Zeitung Zur Zeit bezeichnete der Autor Dimitrij Grieb – enger Mitarbeiter des FPÖ-EU-Abgeordneten Andreas Mölzer – im August 2007 den Life-Ball-Organisator Gery Keszler als Berufsschwuchtel. Keszler klagte wegen Beleidigung, und Grieb wurde in erster Instanz freigesprochen. In erster Instanz hatte er sich damit verteidigt, dass Keszler „jemand ist, der ständig seine geschlechtliche Orientierung zur Schau trägt wie ein Adelsprädikat“, und es als „Stilmittel der Übertreibung“ und „umgangssprachlich im Kontext“ zu sehen sei. Außerdem meinte er: „Keszler gehört zu den obersten Zehntausend der Society. Damit muss er leben.“ Die Richterin begründete in ihrem Freispruch, dass die Bezeichnung zweifellos eine Beschimpfung und der gesamte Artikel „böse gegen Homosexuelle geschrieben“ sei. Sie sei aber „zu wenig beleidigend, um die Meinungsfreiheit außer Kraft zu setzen“, und Grieb habe nicht den Rahmen der freien Meinungsäußerung verlassen, die heutzutage sehr hoch gehalten werde. Des Weiteren stehe Keszler „massiv in der Öffentlichkeit“, „und ein Mensch, der so in der Öffentlichkeit steht, muss sich auch öffentliche Kritik gefallen lassen“. Eine Berufung vor dem Oberlandesgericht Wien führte zu einer Verurteilung Griebs zu einer Geldstrafe von 750 Euro wegen öffentlicher Beschimpfung gemäß § 115 StGB.

## Selbstbezeichnung und ältere Vorkommen
Belegt ist das Wort in der Prostituiertensprache Wiens und Berlins. Im Berlin der 1920er Jahre gab es einen Schwuchtelball als „Tanzabend Homosexueller“ und im Baseldeutsch gab es vor allem zwischen 1930 und 1955 das Spezialidiom Schwuchtle. Ab 1975 wurde von Reinhard von der Marwitz in Berlin die Schwuchtel – Eine Zeitung der Schwulenbewegung herausgebracht. Aus dem Herausgeberkreis kamen dann die Gründer des 1977 eröffneten Schwulencafés Anderes Ufer. In der Szene gibt es auch die Bezeichnung der Schrankschwuchtel, also eine Person, die noch nicht ihr Coming-out gegenüber der Umgebung hatte und „im Schrank“ versteckt lebt. Es handelt sich um eine Lehnübersetzung aus dem englischen (to be) in the closet (zu deutsch „verheimlichen“), worauf auch der Ausdruck coming out (of the closet) („sich bekennen“) zurückgeht, beide ursprünglich ohne sexuelle Bedeutung, so dass beide Begriffe noch eher als im Deutschen allgemeine Verwendung finden.

## Andere Bedeutungen in verschiedenen Mundarten
In den Volksüberlieferungen aus dem Fürstenthum Waldeck von 1860 ist Schwuchtel unter der Bedeutung „leichtsinniger Mensch“ verzeichnet.
Im Schlesischen bezeichnet Schwuchtel eine Schwätzerin, eine Art Dorfzeitung und eine dicke Frau. Der Schwüchtel ist ein dickleibiger Mensch und schwuchteln bedeutet herumtreiben.